# Стрибки у воду на Чемпіонаті світу з водних видів спорту 2023 — синхронний трамплін, 3 метри (чоловіки)
Змагання зі стрибків у воду з триметрового синхронного трампліна серед чоловіків на Чемпіонаті світу з водних видів спорту 2023 відбулися 15 липня 2023 року.

## Результати
Попередній раунд відбувся 15 липня о 09:00, а фінал відбувся о 18:00 за місцевим часом.
Зеленим позначено фіналістів
| Місце | Країна                   | Стрибуни                                  | Попередній раунд | Попередній раунд | Фінал  | Фінал |
| Місце | Країна                   | Стрибуни                                  | Очки             | Місце            | Очки   | Місце |
| ----- | ------------------------ | ----------------------------------------- | ---------------- | ---------------- | ------ | ----- |
| 1     | Китай                    | Ван Цзунюань Даої Лонг                    | 451.44           | 1                | 456.33 | 1     |
| 2     | Велика Британія          | Джек Лафер Ентоні Гардінґ                 | 383.46           | 3                | 424.62 | 2     |
| 3     | Франція                  | Жуль Бує Алексі Жандар                    | 344.85           | 11               | 389.10 | 3     |
| 4     | США                      | Тайлер Даунс Грег Дункан                  | 362.94           | 7                | 385.23 | 4     |
| 5     | Іспанія                  | Адріан Абадія Ніколас Гарсія              | 370.62           | 6                | 383.61 | 5     |
| 6     | Італія                   | Джованні Точчі Лоренцо Марсалья           | 384.69           | 2                | 380.97 | 6     |
| 7     | Японія                   | Харукі Суяма Юто Аракі                    | 359.04           | 8                | 375.90 | 7     |
| 8     | Швейцарія                | Джонатан Суков Ґійом Дютуа                | 342.69           | 12               | 372.33 | 8     |
| 9     | Польща                   | Анджей Решутек Каспер Лесяк               | 349.29           | 9                | 370.50 | 9     |
| 10    | Німеччина                | Ларс Рюдіґер Тімо Бартель                 | 383.04           | 4                | 370.26 | 10    |
| 11    | Мексика                  | Хуан Селая Родріго Дієго                  | 382.08           | 5                | 369.75 | 11    |
| 12    | Австралія                | Лі Шисінь Самуель Фрікер                  | 348.06           | 10               | 356.49 | 12    |
| 13    | Австрія                  | Александр Гарт Ніколай Шаллер             | 341.16           | 13               |        |       |
| 14    | Ямайка                   | Йоган Ескрік-Паркінсон Йона Найт-Віздом   | 339.18           | 14               |        |       |
| 15    | Хорватія                 | Матей Невесканін Давід Ледінський         | 335.73           | 15               |        |       |
| 16    | Домініканська Республіка | Джонатан Рувалькаба Франдіель Гомес       | 335.31           | 16               |        |       |
| 17    | Колумбія                 | Даніель Рестрепо Гарсія Луїс Урібе        | 334.32           | 17               |        |       |
| 18    | Південна Корея           | Ву Ха Рам Ї Дже Гйон                      | 331.62           | 18               |        |       |
| 19    | Малайзія                 | Цзи Лян Оой Мухаммад Путех                | 326.73           | 19               |        |       |
| 20    | Нова Зеландія            | Фрейзер Тавенер Лаєм Стоун                | 325.32           | 20               |        |       |
| 21    | Україна                  | Олег Колодій Данило Коновалов             | 325.23           | 21               |        |       |
| 22    | Бразилія                 | Рафаель Макс Рафаел Фугаса                | 301.68           | 22               |        |       |
| 23    | Індонезія                | Трі Анггоро Пріамбодо Адітьйо Ресту Путра | 281.01           | 23               |        |       |
| 24    | Греція                   | Ніколаос Молваліс Теофілос Афтінос        | 262.95           | 24               |        |       |
| 25    | Грузія                   | Сандро Мелікідзе Торніке Онікашвілі       | 251.34           | 25               |        |       |
| 26    | Гонконг                  | Юї Лок Пан Роббен Юен Пік Їн Кертіс       | 229.89           | 26               |        |       |
| 27    | Макао                    | Жанг Хой Хі Хеун Вінг                     | 200.04           | 27               |        |       |